# Mongolie aux Jeux olympiques d'hiver de 1980
La Mongolie participe aux Jeux olympiques d'hiver de 1980 à Lake Placid aux États-Unis du 13 février au 24 février 1980. Il s'agit de sa 4e participation à des Jeux olympiques d'hiver. Elle était représentée par trois athlètes.